# نعيم معتوق
نعيم معتوق (بالهولندية: Naïm Matoug)‏ هو لاعب كرة قدم هولندي، ولد في 12 أبريل 2003 في Grubbenvorst ‏ في هولندا.